# Martin den Hollander
Martin den Hollander (Leiderdorp, 3 april 1926 - Veendam, 17 september 2013) was een Nederlandse beeldhouwer en schilder.

## Leven en werk
Den Hollander groeide op in Noordwijk aan Zee. Hij kreeg tekenles van Anno Smith bij de vereniging Ars Aemula Naturae in Leiden. Hij vervolgde zijn opleiding bij onder anderen Rudi Rooijackers aan de Vrije Academie in Den Haag, met als studierichting beeldhouwen. In 1974 vestigde hij zich in de provincie Groningen, eerst in Leermens, later in Numero Dertien.
Sinds 1969 nam Den Hollander deel aan diverse tentoonstellingen, zo toonde hij in 1980 op Groningen Monumentaal zijn vierenhalve meter lange Speelklomp, gemaakt van ferrocement voor een kleuterschool in Veendam. Terugkerende elementen in zijn werk zijn geometrische vormen en het gebruik van acrylplaat of polyester.
Den Hollander was lid van de Groninger kunstkring De Ploeg. Uit onvrede met het beleid van De Ploeg, richtten Den Hollander, Eddy Roos, Harm van Weerden, Maria Klinkenberg en een aantal andere kunstenaars in 1981 het 'Groninger Kunstenaars Kollektief' op. Den Hollander was de eerste penningmeester van deze club.
Naast beeldend kunstenaar was Den Hollander organist in de hervormde kerk in Ommelanderwijk en de rooms-katholieke kerk in Veendam.

## Enkele werken
- Sportfiguren (1975), Wildervank
- Familie (1976), De Reede, Veendam
- Fontein Avebe (1977), Gasselternijveen
- Moeder en kind, kijkend naar een optocht (1977), Veendam[2]
- Speelklomp (1980), Veendam
- Moeder en kind, Veendam

- RKD-Nederlands Instituut voor Kunstgeschiedenis: 39170